# Flurbach (Felchbach)
Der Flurbach ist der etwa drei Kilometer lange, linke und nordöstliche Quellbach des Felchbachs in den mittelfränkischen Landkreisen Weißenburg-Gunzenhausen und Roth. Er ist ein Teil vom hydrologischen Hauptstrang des Felchbachs.

## Verlauf
Der Flurbach entspringt südlich des Schloßbergs zwischen Schloßberg im Nordosten und Roxfeld näher im Südwesten in einer Waldinsel auf einer Höhe von etwa 489 m ü. NHN. Der Bach fließt erst südostwärts und wendet sich nach Aufnahme einiger längerer Gräben auf westlichen Lauf. Der Flurbach fließt auf einer Höhe von etwa 451 m ü. NHN östlich von Engelreuth mit dem von rechts kommenden Steinbach zum Felchbach zusammen.
Der Flurbach ist anfangs die Grenze zwischen der Stadt Heideck im Roth und der Stadt Pleinfeld im Landkreis Weißenburg-Gunzenhausen, dann ein kurzes Stück zwischen Heideck und der Gemeinde Ettenstatt im Landkreis Weißenburg-Gunzenhausen. Seinen großen Bogen nach Westen schlägt er dann auf Heidecker Gebiet, durchquert daraufhin westwärts Ettenstatter Gebiet und ist zuletzt wieder Grenze nun zwischen diesem und Pleinfeld.